# Oak Harbor (Ohio)
Oak Harbor è un villaggio degli Stati Uniti d'America, situato nello stato dell'Ohio, nella contea di Ottawa.